# Флетчер, Пейдж
Чарльз Пейдж Флетчер (англ. Charles Page Fletcher; род. 25 февраля 1953, Басс Ривер, Новая Шотландия, Канада) — канадский актёр, известен по главной роли в сериале «Автостопщик».

## Биография
Родился 25 февраля 1953 года в небольшом городке Басс-Ривер, Новая Шотландия, в семье Рона и Пегги Флетчеров. Дебютировал в 1982 году в малобюджетном фильме-слэшере режиссёра Пола Линча «Выродок» (также известен под названием «Гуманоид»).
Известность пришла к актёру после роли в мистическом сериале-антологии «Автостопщик» (1983—1991), где он сыграл главного персонажа, загадочного путешественника, появляющегося в каждой серии. Благодаря успеху «Автостопщика», Флетчер появился в качестве приглашённого гостя в других сериалах-антологиях: «Альфред Хичкок представляет» (1988) и «Сумеречная зона» (1989).
После окончания сериала в 1991 году, Пейдж Флетчер долгое время играл в основном в эпизодических ролях на телевидении. Последней главной ролью актёра стал Алекс Мёрфи в мини-сериале «Робокоп возвращается» (2001). Этот проект, состоящий из четырёх эпизодов, подвергся жёсткой критике за плохие спецэффекты и съёмки. В следующем году Флетчер оставил актёрскую карьеру.